# Journal of Algebra and Its Applications
Journal of Algebra and Its Applications is een internationaal, aan collegiale toetsing onderworpen wetenschappelijk tijdschrift op het gebied van de algebra. De naam wordt in literatuurverwijzingen meestal afgekort tot J. Algebra Appl. Het wordt uitgegeven door World Scientific en verschijnt 8 keer per jaar. Het eerste nummer verscheen in 2002.